# Holothuria sanctori
Holothuria sanctori es un equinodermo, una especie de pepino del mar del género Holothuria de la familia Holothuriidae.

## Hábitat y distribución
Mar Mediterráneo y océano Atlántico oriental.

## Descripción
Se le llama comúnmente "pepino de mar con puntas oscuras" debido a la similitud que tiene este animal con un pepino y a tener siempre las papilas gustativas oscuras. El cuerpo es cilíndrico y en el dorso está cubierto de papilas cónicas dispuestas irregularmente. Esta especie se caracteriza por tener el cuerpo de color marrón, a menudo con manchas blancas redondeadas en la base de las papilas, pero siempre con papilas de color marrón oscuro. Alcanza unos 20 cm de longitud máxima. Cuando está amenazado, emite largos filamentos pegajosos de color blanco o rosa llamados tubos de Cuvier que están presentes en muchas especies pertenecientes a esta familia.

## Alimentación
Se alimenta ingiriendo enormes cantidades de arena y lodo de las cuales extrae los nutrientes.

## Especies relacionadas
En el Mediterráneo viven otras seis especies de Holothuria: Holothuria tubulosa, Holothuria helleri, Holothuria impatiens, Holothuria mammata, Holothuria polos y Holothuria forskali.

## Galería de imágenes

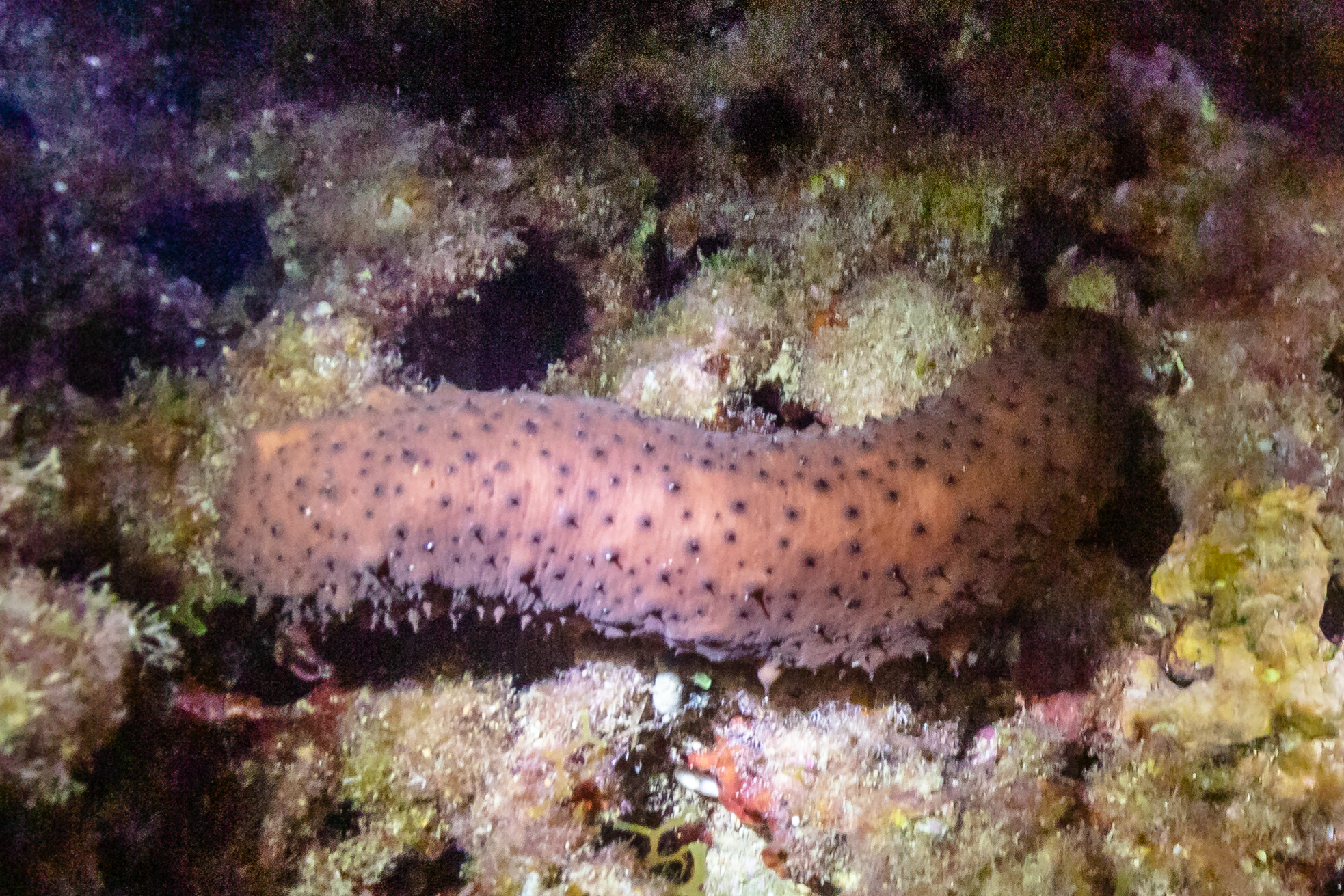
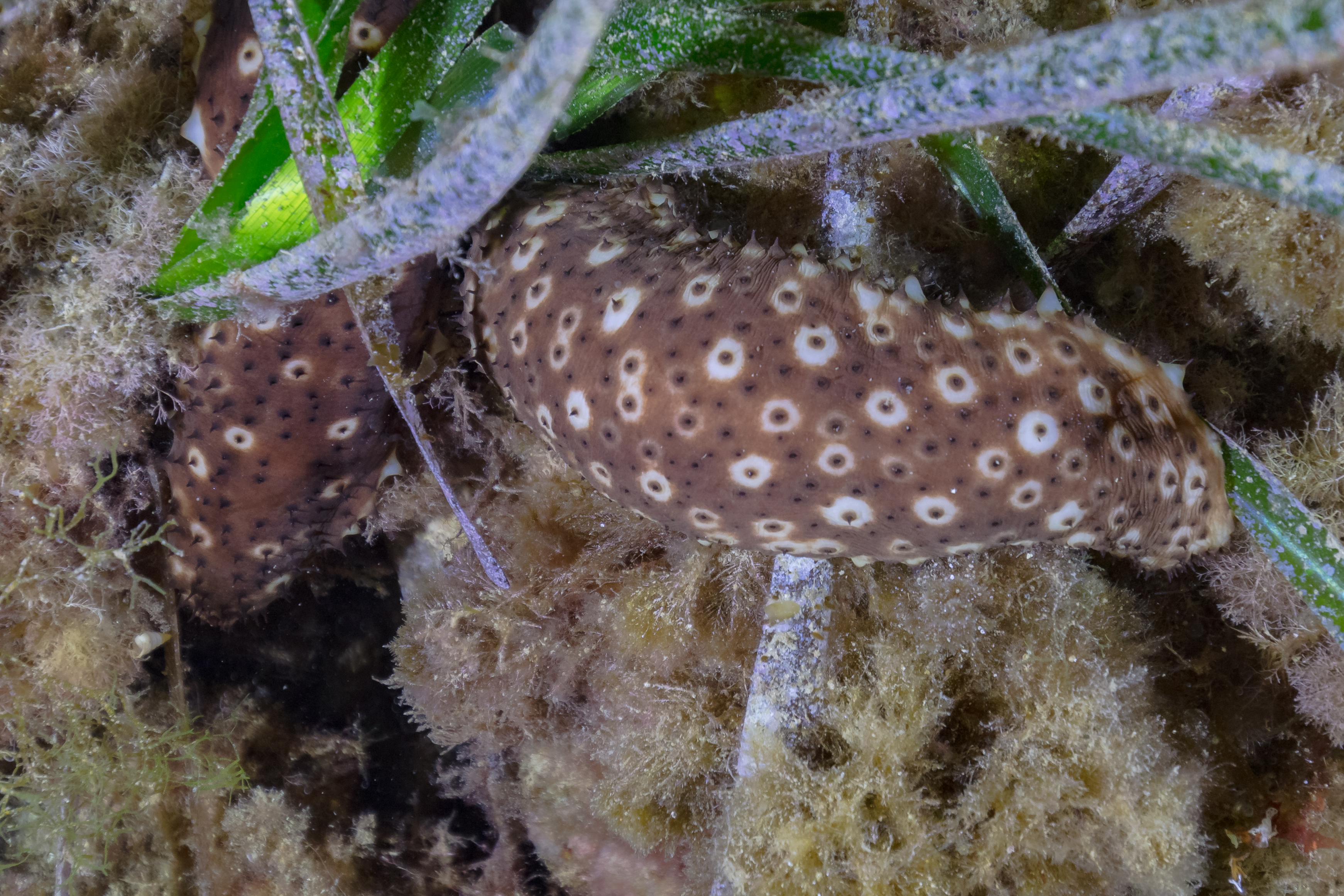
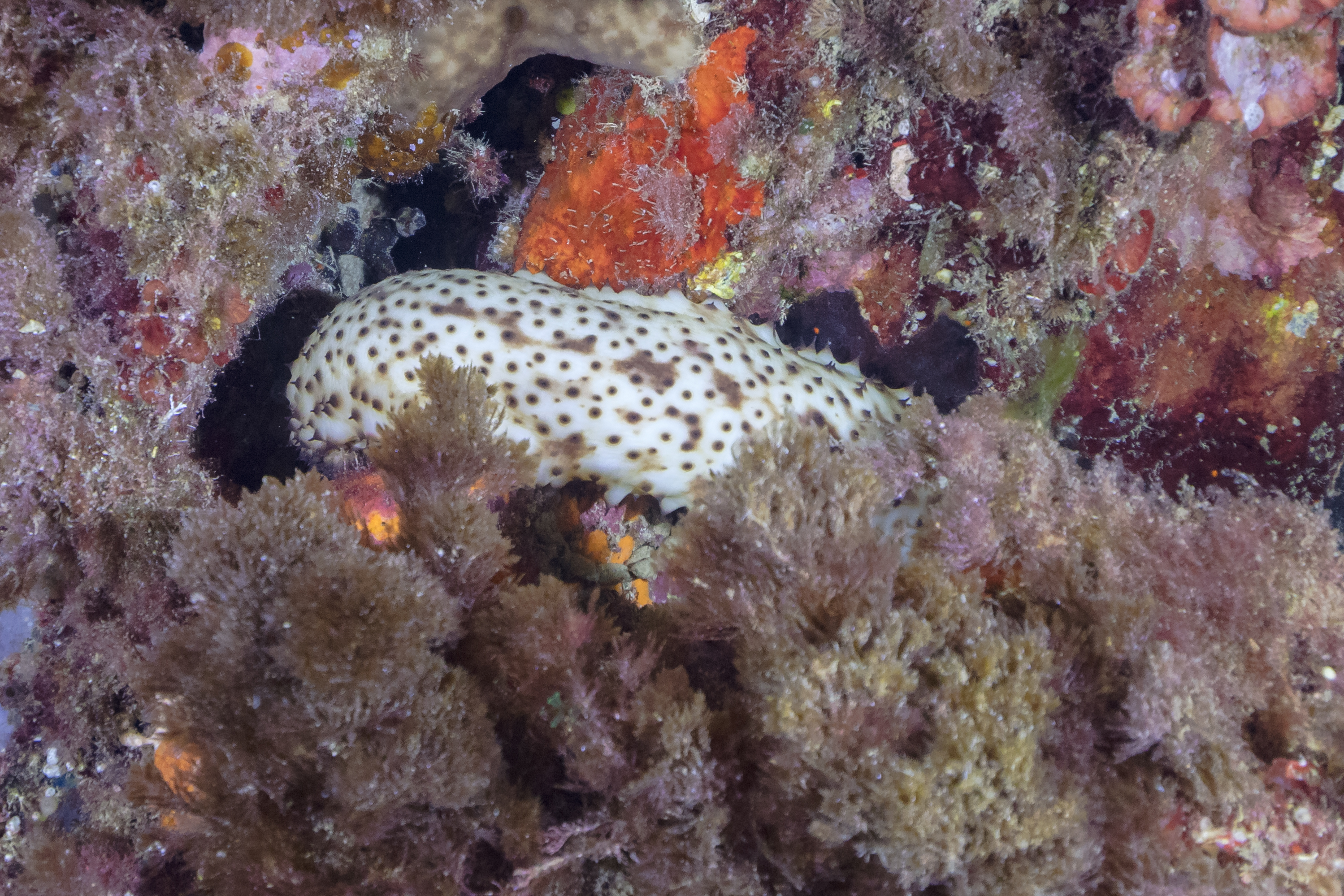
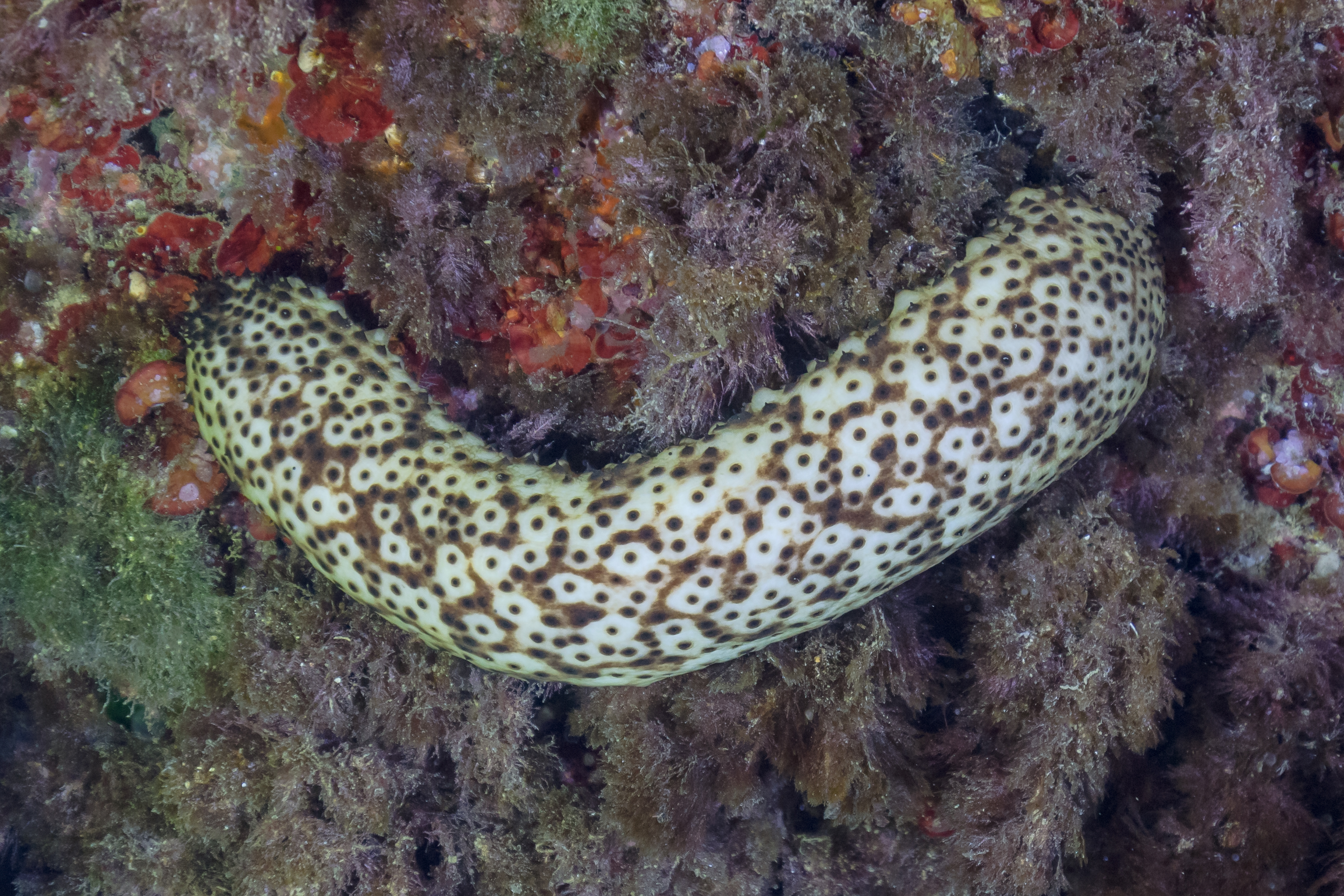
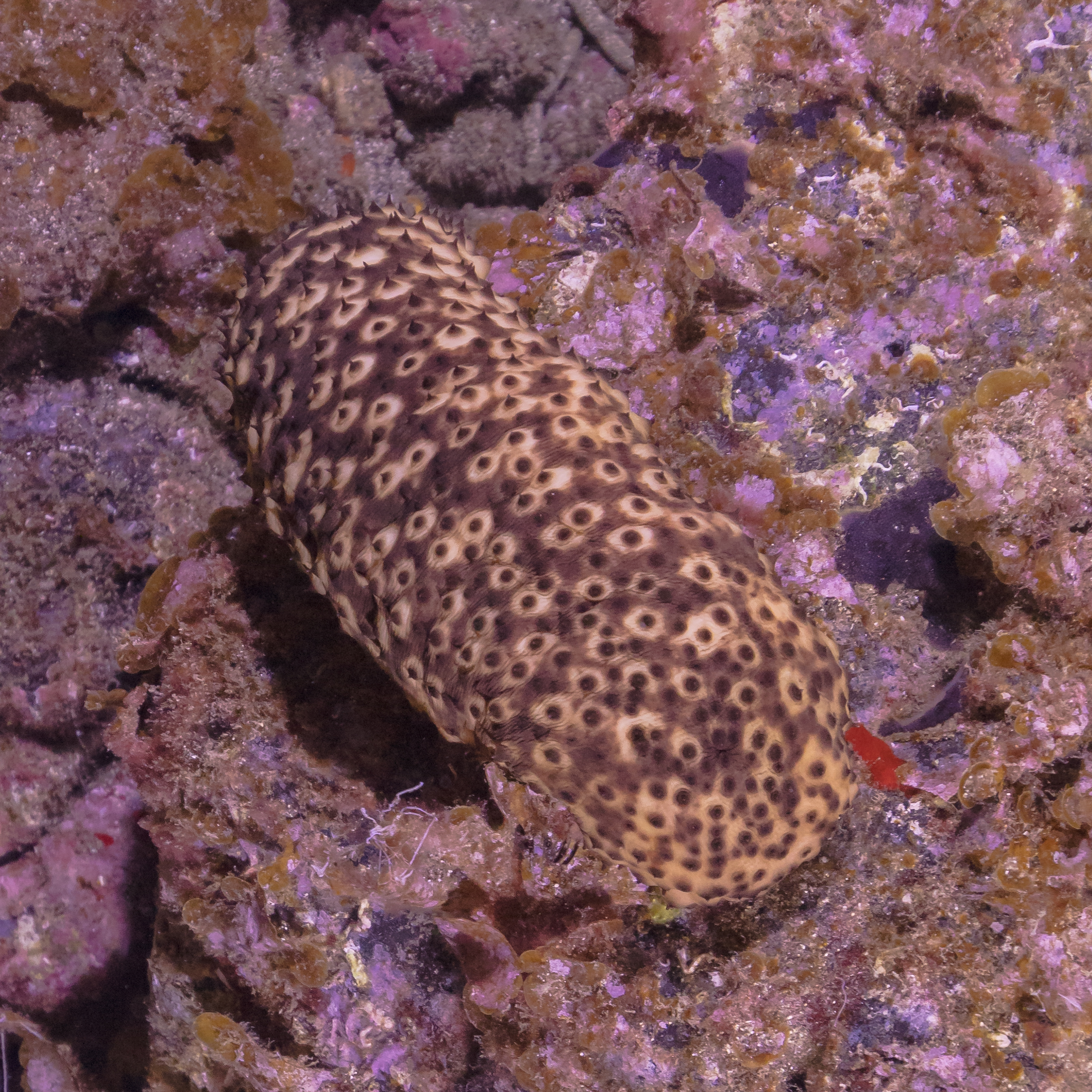
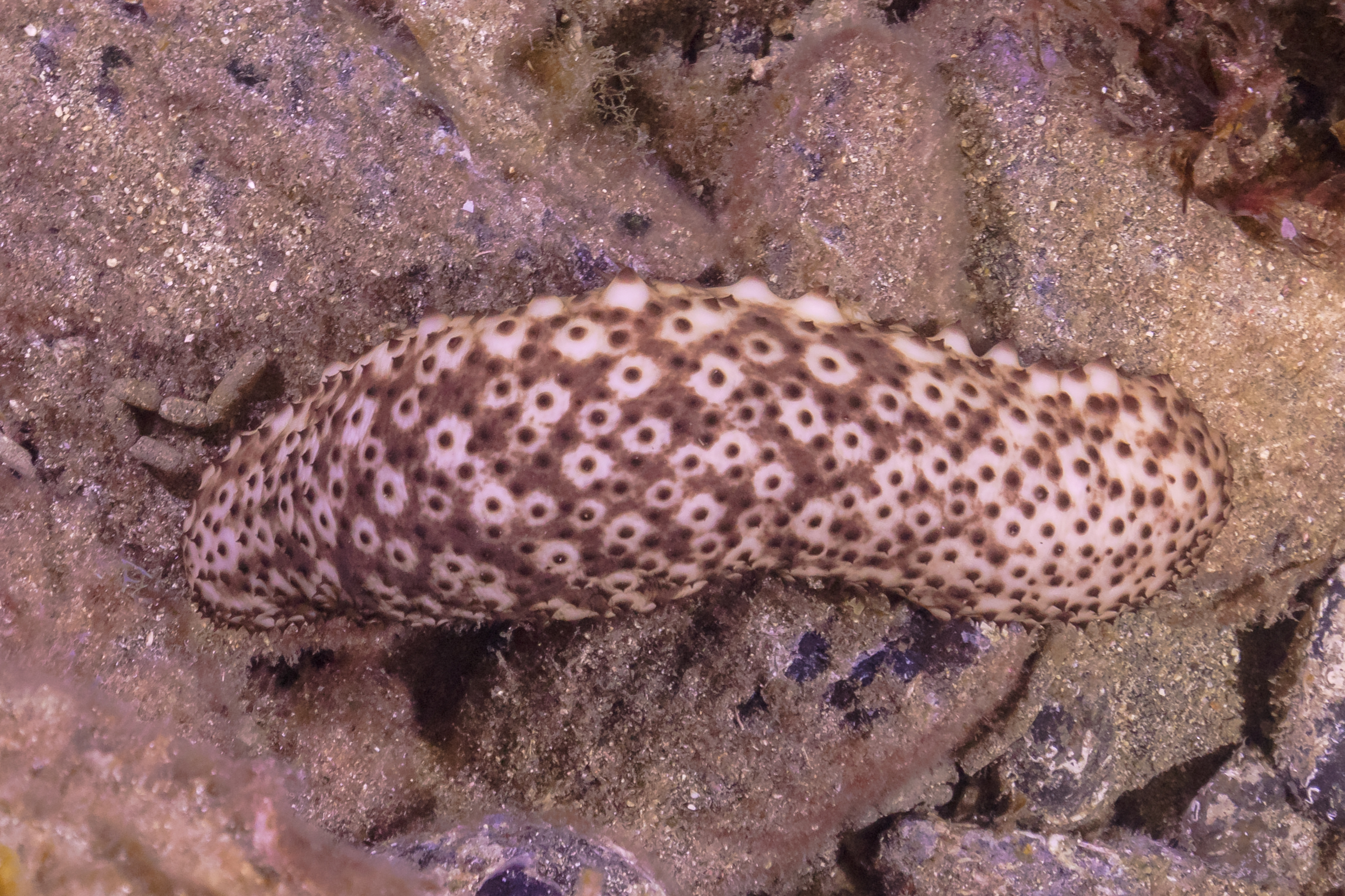